# Pacote de software
Um pacote de software ou arquivo de pacote é um software empacotado num formato de arquivo que permite que aplicativos ou bibliotecas sejam distribuídos através de um sistema de gerenciamento de pacotes. O objetivo do empacotamento é permitir, de modo automático instalar, atualizar, configurar e remover programas de computador para o Sistema Operacional. Os formatos de pacote contêm, alem de distribuição de software, metadados adicionais, como um arquivo de manifesto, licenças de copyright, diretórios e configurações de instalação e do aplicativo. Também podem conter distribuição de código-fonte, muito comum em distribuições linux .

## Exemplos
- Distribuições linux :
  - Distribuição Debian (Debian, Ubuntu, Xubuntu, Linux Mint) : pacotes de formato .deb[1].
  - Fedora, Red Hat, CentOS e outros : pacotes de formato .rpm.
- Android : pacotes de formato .apk.
- Unix (System V, Solaris, BSD), Symbian, iOS, OS X, PlayStation 3 e outros : pacotes de formato .pkg[2].
- Universal Windows Platform ( Windows 8 e Windows Phone ) : pacotes de formato .appx[3].